# Єлена Сатіне
Елена Марія Схіртладзе, Елена Сатіне (груз. ელენა სატინი-სხირტლაძე, груз. ელენა სატინი; нар. 24 листопада 1987, Тбілісі, Грузинська РСР, СРСР) — грузинська та американська акторка, телеведуча, модель та співачка.

## Фільмографія
| Рік       |   | Українська назва               | Оригінальна назва                  | Роль          |
| --------- | - | ------------------------------ | ---------------------------------- | ------------- |
| 2007      | ф | Ефект доміно                   | Ripple Effect                      | Софія         |
| 2009      | ф | Не дивіться вгору              | Don't Look Up                      | Анка          |
| 2009      | ф | Суворе життя Вероніки Ламберт  | The Harsh Life of Veronica Lambert | Пенелопа      |
| 2009      | ф | Пригоди в інтернет-знайомствах | Adventures in Online Dating        | Крістіна      |
| 2012—2013 | с | Чарівне місто                  | Magic City                         | Джуді Сільвер |
| 2015      | ф | Гарне зараз                    | A Beautiful Now                    | Джекі         |
| 2015      | ф | Блискавка                      | Zipper                             | Еллі Ґрін     |
| 2016      | ф | Поза законом                   | Outlaw                             | Елен          |
| 2017      | ф | Малюнок колеса                 | Picture Wheel                      | Ред           |
| 2017      | с | Твін Пікс: Повернення          | Twin Peaks: The Return             | Ронда         |
| 2021      | с | Ковбой Бібоп                   | Cowboy Bebop                       | Джулія        |